# Makely Ka
Makely Oliveira Soares Gomes, mais conhecido como Makely Ka (Valença do Piauí, 26 de junho de 1975) é um poeta, cantor, violonista, produtor cultural e compositor brasileiro.

## Publicações
Possui artigos e poemas publicados nos jornais Estado de Minas e |  Suplemento Literário de Minas Gerais, nas revistas Almanaque Brasil, Etcétera, Continuum (Itaú Cultural), Vermelho e Overmundo além de manter um blog no seu site e colaborar em diversas publicações eletrônicas, com textos, poemas e entrevistas. Seu primeiro livro de poemas, Objeto Livro (Edição do Autor), foi lançado em 1998.
Em 2003 lançou o livro Ego Excêntrico pela sua própria editora, a Sêlo Editorial, acompanhado do CD Poemas de Ouvido. Editou entre 2006 e 2009 a Revista de Autofagia, ao lado do parceiro Bruno Brum, voltada para a publicação de textos, fotos e entrevistas de novos criadores.

## Música
Makely Ka é um dos principais compositores de sua geração, com mais de oitenta canções registradas em CD por diversos intérpretes no Brasil e no exterior. Ao lado dos parceiros Kristoff Silva e Pablo Castro, lançou o CD A Outra Cidade em 2003, considerado pela crítica especializada como uma das dez melhores produções do ano. Com a cantora Maísa Moura, uma das grandes intérpretes da nova geração de cantoras mineiras, gravou o CD Danaide, lançado em 2006. O primeiro trabalho solo veio em 2008 com Autófago e em 2014, lançou o álbum Cavalo Motor, resultado de uma longa viagem de bicicleta realizada pelo interior de Minas Gerais. Já tocou em alguns dos principais palcos do Brasil e excursionou por Portugal, Espanha, Dinamarca, Lituânia, Turquia, Grécia e México, tocando em festivais e salas como WOMEX - World Music Expo, em Tessalônica na Grécia (2012); Festival Gera Muzika Gyvai na Lituânia (Vilnius e Kaunas /2013); Summer Arts Festival em Heraklion, Archanes e Pyrgos na Grécia (Ilha de Creta/ 2013); Fortaellet Galerie / Odin Teatret (Dinamarca / 2015); Centro de Informação e Biblioteca das Mulheres de Istambul (Turquia / 2015); Festival Ollin Kan – Culturas em Resistência na Cidade do México (2012), entre outros.
Suas músicas foram gravados por Alda Rezende, Regina Souza, Anthonio, Grupo Somba, Vítor Santana e Mariana Nunes, Júlia Ribas; Dudu Nicácio e Lepoldina, Estrela Ruiz Leminski e Téo Ruiz, Grupo Casca de Nós, Grupo Corpo Cidadão, Flávio Henrique, Antonio Sant’anna, Kristoff Silva, Chico Saraiva, Elisa Paraíso, Titane, Tattá Spalla, Grupo Quebrapedra, Maísa Moura, Carol Saboya, Rafael Macedo, Sérgio Pererê, Aline Calixto, Leo Minax, Flavia-N, Ana Paula da Silva, Carol Ladeira, Sérgio de Andrade, Regina Machado, Carlos Careqa, Grupo Axial, Renato Villaça, Silvia Gomes, Antonio Loureiro, André Abujamra, Ana Luisa e Luis Felipe Gama, Mateus Sartori,  Mestre Jonas, Dani Gurgel, Ná Ozzetti, André Mehmari,  Juliana Perdigão, Pablo Castro, Paula Santoro, Irene Bertachinni e Laura Lopes.
Possui ainda canções em diversas coletâneas, entre elas Música Minas encartado na revista inglesa Songlines com tiragem de 20 mil exemplares (2010); OE:Brazil – produzido por Bacardi B Live e lançado na Nova Zelândia (2007); CD e DVD Rumos_ Brasil da Música (2006); Caixa da Coletânea Brasileiríssima da Rádio Inconfidência (2008); CD promocional de música brasileira da BM&A para o mercado internacional (2010); CD Utopia Brasileira do Selo Borandá (2012), Música do Brasil da Natura Musical para o mercado francês (2014), entre outras.
Produziu trilhas para espetáculos de teatro e dança. Entre eles a trilha sonora do premiado espetáculo Rato do Subsolo da Cia. Residência de Teatro (2009); argumento e trilha sonora do espetáculo de dança AlterArtista ou SuperStar da Cia. Seraquê para o projeto Multiplicadores do SERVAS (2008); trilha sonora para o espetáculo Por de Dentro – Canções para o espetáculo do Grupontapé de Teatro (2015). Possui ainda canções no espetáculo Identidades – Grupo Corpo Cidadão (2006); e no longa metragem Cinco Frações de uma Quase História da produtora Camisa Listrada (2007).
Além disso assinou os textos da peça sinfônica Suíte Onírica com música de Rafael Martini apresentada com a Orquestra Sinfônica, Coral Lírico de Minas Gerais e sexteto no Grande Teatro do Palácio das Artes durante o Savassi Festival (2014) e também as letras das Canções para Voz e Quarteto de Cordas com música de Kristoff  Silva apresentada pelo Quarteto de Cordas da OSESP (2011).  

## Produções
Como produtor e agitador cultural, idealizou e produziu a Mostra de Composições Inéditas - Reciclo Geral[ligação inativa] (2002), considerado pela crítica o principal movimento musical ocorrido no estado de Minas Gerais nas últimas décadas; fez a direção artística da caravana Expresso Melodia, projeto da Fundação Clóvis Salgado (2007) num caminhão-palco que percorreu as cidades do interior de Minas;  Atuou também como gestor da Ação em Feiras do Programa Música Minas com ações na WOMEX [Copenhague], CMJ [Nova York], BAFIM [Buenos Aires] e Mercado de Música Viva de Vic [Barcelona] (2011).

## Política
Sua produção artística está diretamente relacionada à atuação política, através de ações ligadas ao cooperativismo, à economia criativa, a autogestão e à contraindústria. É o fundador da Cooperativa da Música de Minas – Comum e representante do Estado nas instâncias governamentais, onde trabalha pela implantação de políticas públicas para o setor musical do país. Atualmente é o representante titular da Música no CONSEC[ligação inativa] (Conselho Estadual de Política Cultural) do Estado de Minas Gerais (2012 – 2014); foi representante do setor musical de Minas Gerais na Câmara Setorial criada pelo Ministério da Cultura (2005) e do Colegiado Setorial (2008/ 2009 e 2010/2011); foi também representante de Minas na Cúpula Social do Mercosul (2006) e na I Conferência Nacional de Cultura em Brasília (2005); fundou o Fórum Nacional da Música e foi representante da Região Sudeste na Executiva Nacional (2010 – 2011). Foi um dos fundadores do Fórum da Música de Minas e participou da criação do Programa Música Minas, com ações voltadas para a promoção, intercâmbio e circulação nacional e internacional dos artistas.

## Discografia
- A Outra Cidade (2003) com Kristoff Silva e Pablo Castro
- Poemas de Ouvido (2003) encartado no livro "Ego Excêntrico"
- Danaide (2006) com Maísa Moura
- Autófago (2007)
- Cavalo Motor (2014)